# 宮松浩憲
宮松 浩憲（みやまつ ひろのり、1945年3月25日 -　）は、日本の西洋史学者、久留米大学客員教授。第3期博士（フランス）。専門は、西洋中世史。

## 略歴
1945年大連生まれ。1969年北九州市立大学外国語学部英米学科を卒業、大阪大学大学院修士課程修了、1979年九州大学大学院歴史・人類学研究科西洋史学博士課程満期退学。1980年九州共立大学経済学部講師、1982年同大助教授。1987年久留米大学商学部助教授、1991年同大学教授、1995年同大学経済学部教授。2016年、定年退官。客員教授。
ジャン・マビヨン『ヨーロッパ中世古文書学』（2000年）で日本翻訳出版文化賞、ゲスナー賞を受賞。

## 著書
- 『西欧ブルジュワジーの源流 ブルグスとブルゲンシス』（九州大学出版会） 1993
- 『金持ちの誕生 中世ヨーロッパの人と心性』（刀水書房） 2004

## 翻訳
- 『西欧中世における都市と農村』（デュビィほか、共訳、森本芳樹編、九州大学出版会） 1987
- 『ヨーロッパ中世古文書学』（ジャン・マビヨン、九州大学出版会） 2000
- 『十字軍の精神』（ジャン・リシャール、法政大学出版局、りぶらりあ選書） 2004
- 『中世の商業革命 ヨーロッパ 950 - 1350』（ロバート・S・ロペス、法政大学出版局、りぶらりあ選書） 2007

## 論文
- <宮松浩憲